# Chloé Thibaud
Chloé Thibaud, née le 27 novembre 1990, est une autrice et journaliste française spécialiste des sujets de culture et de société.

## Biographie
Chloé Thibaud travaille en tant que journaliste indépendante. Elle sort diplômée du CELSA en 2015.
Elle commence sa carrière chez France 3 en tant que reporter. Puis elle prend le poste de réalisatrice pour l'émission Entrée libre sur France 5. Par la suite, elle devient rédactrice en chef de la newsletter féministe Les Petites Glo qui est destinée aux adolescents. Elle rédige une newsletter engagée hebdomadaire pour Simone Média, La Pause Simone.
Son premier ouvrage, En relisant Gainsbourg, est le résultat de son travail de recherche qu'elle a effectué lors de ses études littéraires. Chloé Thibaud écrit un autre essai sur la musique Ni muses ni groupies. Une histoire féministe de la musique et Toutes pour la musique.
En 2024 elle publie Désirer la violence : ce(ux) que la pop culture nous apprend à aimer dans lequel Chloé Thibaud dénonce la culture du viol dans la pop culture.

## Ouvrages
- Chloé Thibaud, En relisant Gainsbourg, Editions Bleu Nuit, 2021, 144 p.  (ISBN 978-2358841122)
- Chloé Thibaud (ill. Eugénie Debesse), HUM HUM - Et si on parlait vraiment de sexe ?, Webedia Books, 2022, 207 p.  (ISBN 978-2381840376)
- Chloé Thibaud, Toutes pour la musique, Hugo Image, 2022, 191 p.  (ISBN 9782755698886)
- Chloé Thibaud (ill. Sophie Lambda), Pécho Canards - Décryptage d'une vie amoureuse tumultueuse, Mango Editions, 2023, 160 p.  (ISBN 978-2317031502)
- Chloé Thibaud, Le Cahier de vacances féministe de Simone, Solar, 2024, 64 p. [10]
- Chloé Thibaud (préf. Lio), Désirer la violence - Ce(ux) que la pop culture nous apprend à aimer, Les Insolentes, 2024, 240 p.  (ISBN 978-2017255802)
- Chloé Thibaud (préf. Flore Benguigui), Ni muses ni groupies, Une histoire féministe de la musique, Leduc Pop culture, 2025, 320 p. (ISBN 979-1028533496)